# Mario Mannelli
Mario Mannelli (Firenze, 4 dicembre 1915 – Firenze, 9 febbraio 1999) è stato un calciatore italiano, di ruolo ala sinistra.

## Carriera
Giocò in Serie A nella Fiorentina.

## Palmarès
- Campionato italiano di Serie B: 1

Fiorentina: 1938-1939
- Coppa Italia: 1

Fiorentina: 1939-1940